# Sesostris III.
Sesostris III. (griech. Bezeichnung) regierte von etwa 1882 v. Chr. (Beginn der Mitregentschaft) bis um 1842 v. Chr. als altägyptischer König (Pharao) der 12. Dynastie (Mittleres Reich). Sesostris II. hatte ihn am 1. Achet I, siebeneinhalb Monate vor seinem Tod (14. Peret IV), zum Mitregenten eingesetzt.
Im Königspapyrus Turin ist die Dauer seiner Herrschaft mit 3[X] Jahren angegeben, weshalb eine maximale Regierungsdauer von 39 Jahren möglich wäre. Mit Beginn seines 20. Regierungsjahres setzte Sesostris III. seinen Sohn Amenemhet III. zum Mitregenten ein.

## Familie

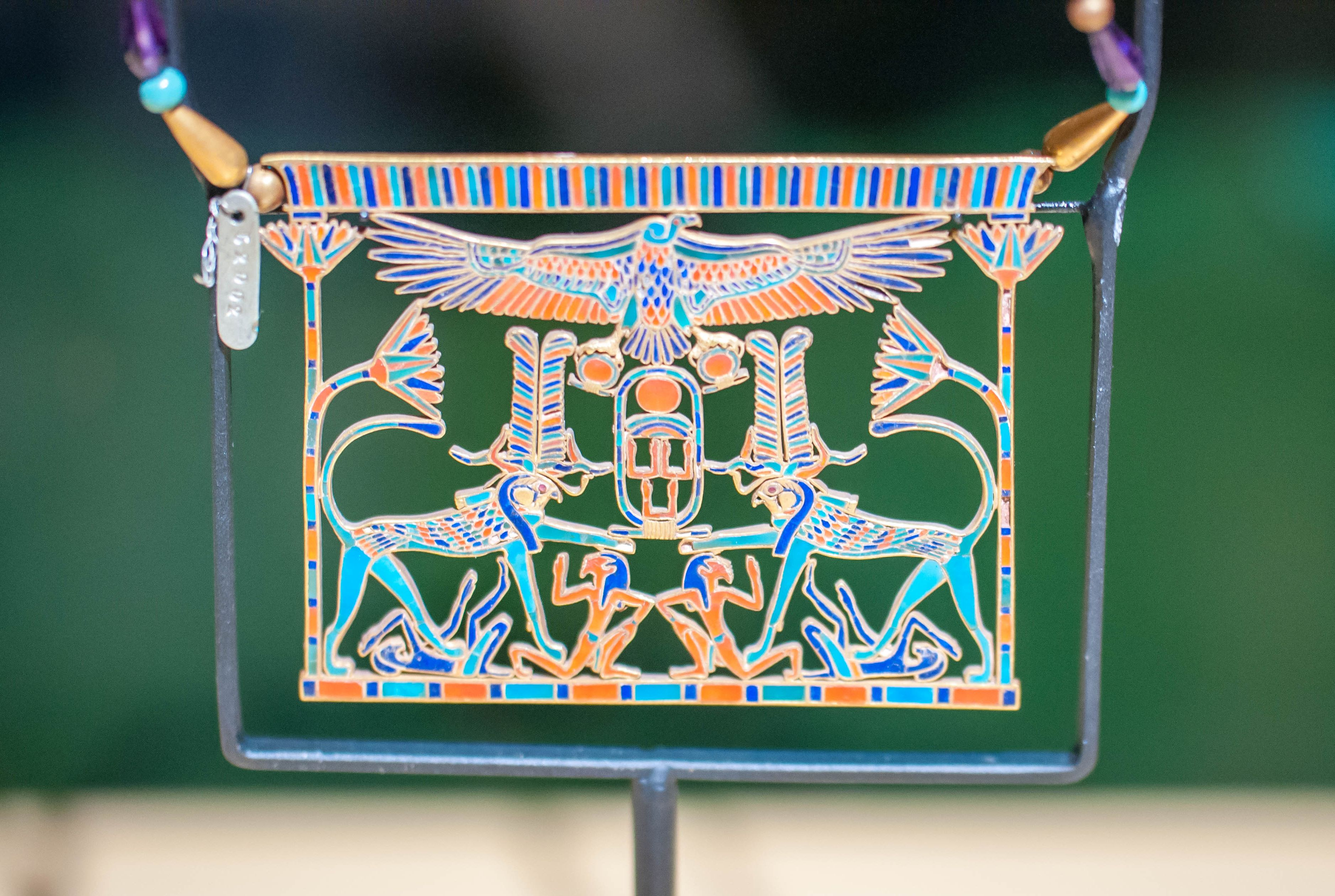
Seltenes Pektorale aus der 12. Dynastie von Mereret, einer Tochter von Sesostris III.

Seine Mutter war Chenmetneferhedjet I., die Gemahlin von Sesostris II. Die Gemahlinnen des Sesostris III. waren Itakayet (vielleicht eine Tochter von Sesostris II.), Chenmetneferhedjet II. und Nofrethenut. Mit ihnen hatte er die Töchter Senet-senebtisi, Menet, Sathathor und Mereret. Als einziger Sohn ist der Thronfolger Amenemhet III. bezeugt. Eine Gemahlin mit dem Namen Meretseger erscheint zwar auf Monumenten, die in das Neue Reich datieren, doch ist zweifelhaft, ob diese Person existiert hat.

## Herrschaft
Nach dem Tod seines Vaters Sesostris II. übernahm Sesostris III. ein im Inneren gefestigtes Reich. Eine seiner ersten Maßnahmen war die Renovierung des „Unas“-Kanals, des Schifffahrtswegs durch den 1. Katarakt. Der König eroberte weitere Teile Nubiens und dehnte das Reich bis zum 2. Katarakt aus, wo er bei Semna eine Grenzsperre errichtete. In seiner Regierungszeit wurde die Macht der Provinzfürsten stark beschnitten, denn man findet keine Feudalgräber der Gaufürsten mehr.

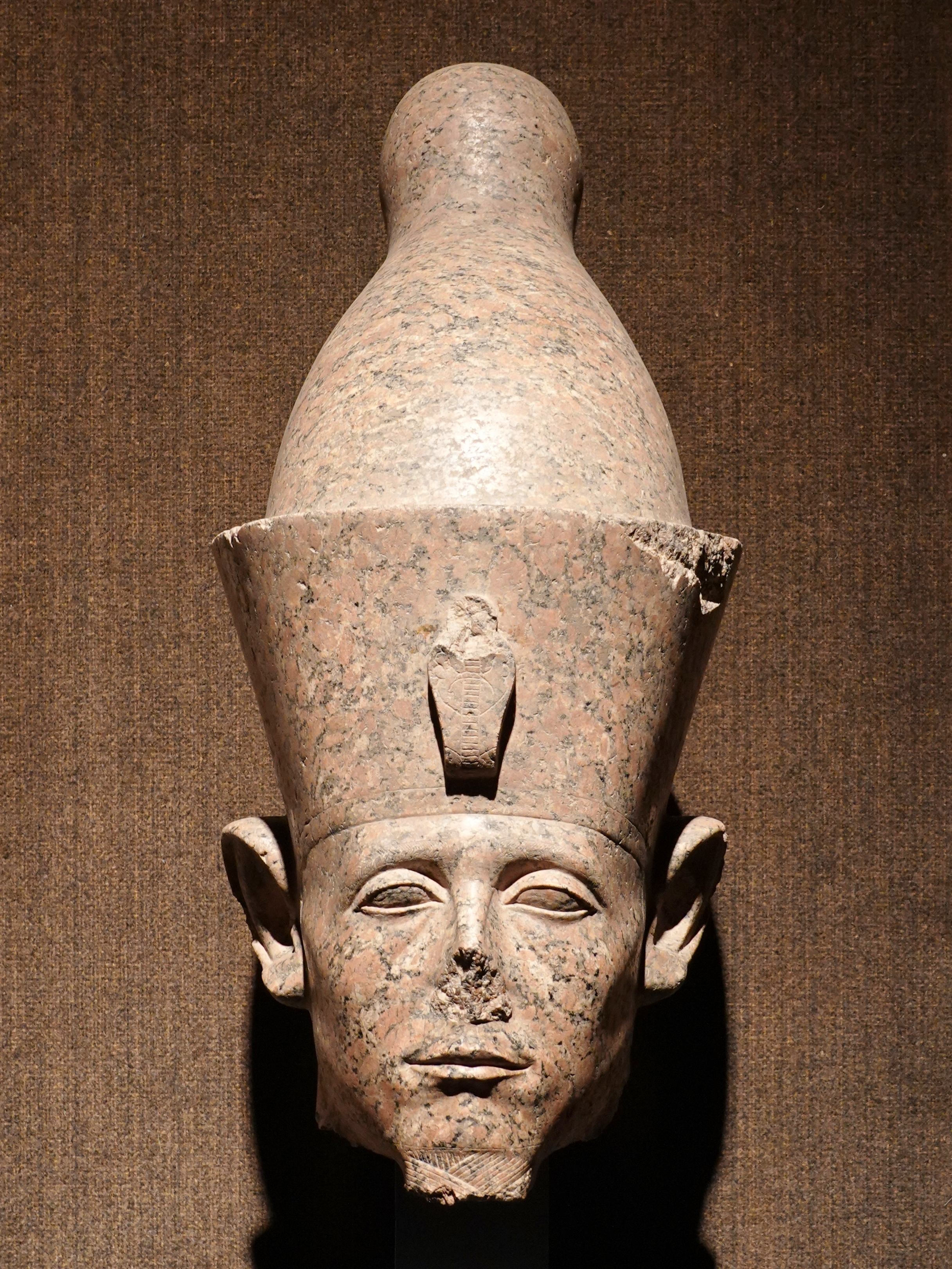
Statuenkopf des Königs im Luxor-Museum

Die Datenliste der Dekane im Nutbuch zeigt eine Bearbeitung im Mittleren Reich unter Sesostris III. in seinem siebten Regierungsjahr, was sich mit der Nennung des heliakischen Aufgangs von Sirius am 16. Peret IV im selben Jahr deckt und zunächst grob etwa auf die Zeit 1900 bis 1850 v. Chr. einzugrenzen ist. Die Korrektheit dieser Angaben ist durch unterschiedliche Berechnungsmethoden mehrerer Ägyptologen als sicher anzunehmen.
Unter der Annahme, dass Memphis als Bezugspunkt für die Sirius-Beobachtungen gewählt wurde, sind für den heliakischen Aufgang am 16. Peret IV und damit für das siebte Regierungsjahr nur die Jahre 1875 bis 1872 v. Chr. möglich. Mit Beachtung der Angaben des Königspapyrus Turin, den Mondkalenderdatierungen und dem neunten Regierungsjahr des Amenemhet IV. nennen Wolfgang Helck und Winfried Barta für das siebte Regierungsjahr 1875 v. Chr., während Jürgen von Beckerath sowie William J. Murnane 1872 v. Chr. ansetzen.

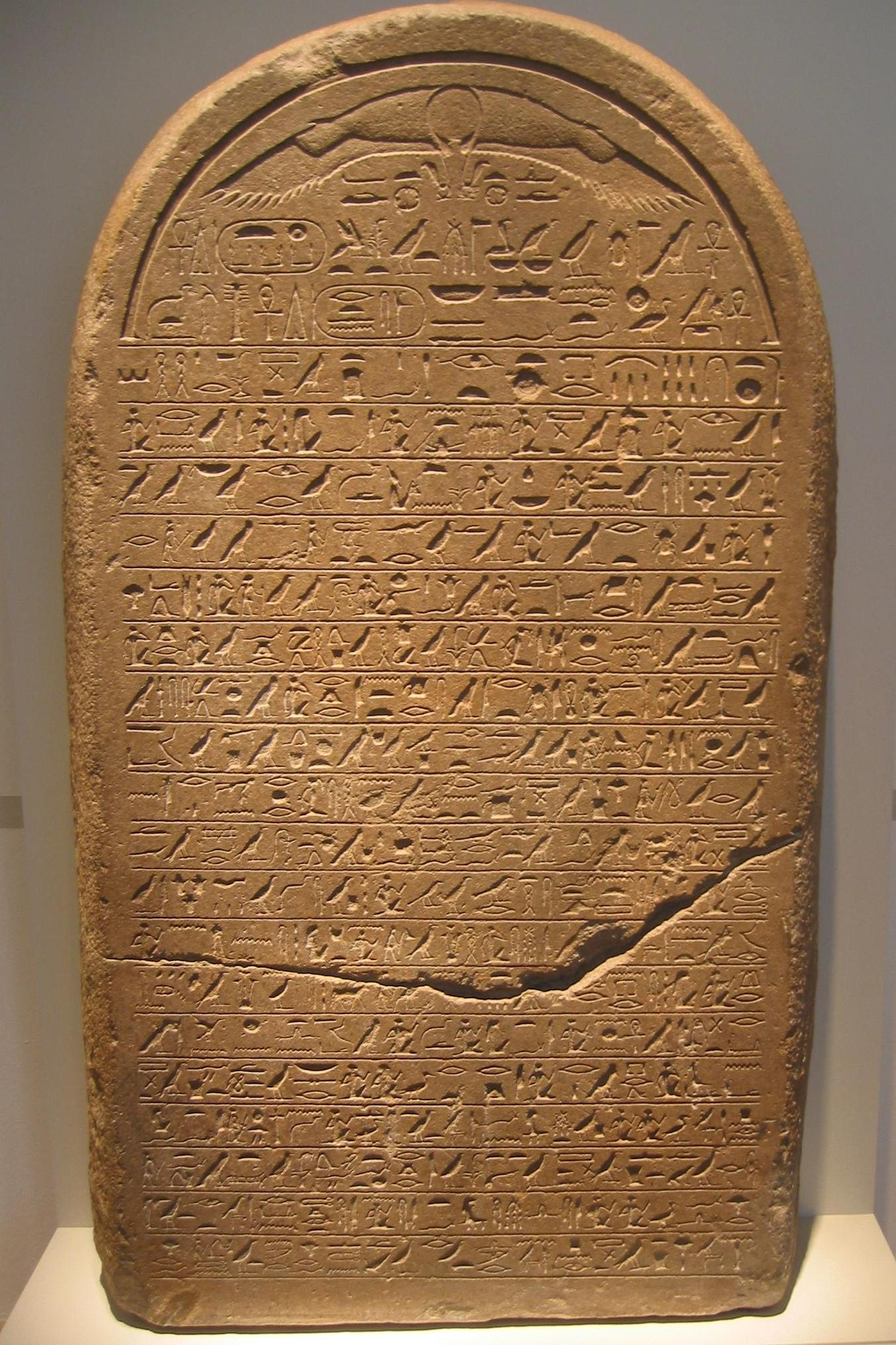
Grenzstele aus Semna

In Semna stand ein großes Fort, das die Grenze zu Nubien sicherte. Auf der Semna-Stele findet sich eine detaillierte Anweisung für den Umgang mit Fremden: „Südgrenze, die im 8. Regierungsjahr des Königs von Ober- und Unterägypten Cha-ka'u-Re (Sesostris III.), der auf immer und ewig mit Leben beschenkt ist, gesetzt wurde, um zu verhindern, daß irgendein Nubier sie nordwärts zu Land oder zu Schiff überschreitet, ebenso alle Herden der Nubier, außer einem Nubier, der kommt, um in der Festung Iken (Mirgissa) Handel zu treiben oder als Bote. Alles, was man tut, soll (in) gut(em Einvernehmen) mit ihnen sein, ohne allerdings zu gestatten, daß ein Boot der Nubier Semna nordwärts passiert auf ewig.“

### Feldzüge
Für Sesostris III. sind mindestens drei, vielleicht sogar vier Feldzüge nach Nubien belegt. Des Weiteren gibt es Belege für Feldzüge nach Palästina. Der erste Feldzug fand in seinem achten Regierungsjahr statt und kann aus zwei Inschriften erschlossen werden. Auf der kleinen Insel Sehel etwas südlich von Assuan gibt es eine Felsinschrift die von dem Bau oder der Erneuerung eines Kanals berichtet. In das achte Regierungsjahr des Herrschers datiert auch eine Stele, die sich bei Semna fand und expliziert sagt, dass die nubische Grenze hier in Semnah im achten Jahr des Königs eingerichtet wurde. Der nächste Feldzug fand im Jahr 10 des Herrschers statt. Wiederum deuten dies verschiedene Inschriften, ohne dass Details bekannt sind. Eine Inschrift bei Assuan datiert in das Jahr 10 und berichtet nur kurz, dass der Herrscher nach Nubien zog. Wichtiger sind zwei Inschriften, die sich bei Dal, circa 83 km südlich von Semna fanden und in das zehnte Jahr des Herrschers datieren (nur eine Inschrift nennt explizit seinen Namen) und bezeugen, dass der Feldzug bis in diese Gegend vorstieß. Er führte aber zu keinen weiteren Eroberungen, da die Grenze bei Semna blieb. Ein weiterer Feldzug fand im Jahr 16 statt. In dieses Jahr ist die sogenannte große Semna-Stele datiert. Sie beginnt mit dem Satz: Jahr 16, 3. Monat der Peret Jahreszeit, einrichten seiner Majestät der südlichen Grenze bei Heh. Der letzte Feldzug fand schließlich im 19., dem letzten (eigenen) Regierungsjahr des Herrschers statt. Wiederum ist nicht viel zu dem Feldzug bekannt und er wird nur kurz in einigen Inschriften erwähnt.

### Monddaten
In den Al-Lahun-Papyri sind aus der Regierungszeit des Sesostris III. folgende Neumonddaten erhalten:
| Neumonddaten für den 1. Monatstag |                    |            |       |     |
| Quelle                            | Jahr               | Jahreszeit | Monat | Tag |
| Papyrus Berlin 10003              | 9. Regierungsjahr  | Peret      | 3     | 10  |
| Papyrus Berlin 10248              | 14. Regierungsjahr | Achet      | 2     | 17  |
| Papyrus Berlin 10016              | 18. Regierungsjahr | Schemu     | 2     | 1   |

### Der Hofstaat
Zwei Wesire datieren mit Sicherheit unter Sesostris III.: Sobekemhat und Nebit. Sie sind beide von ihren Mastabas bekannt, die sich neben der Pyramide des Königs in Dahschur fanden. Ein dritter Wesir, Chnumhotep, datiert eventuell schon unter Amenemhet III. Mehrere Schatzmeister lassen sich unter den Herrscher einordnen. Sobekemhat trug diesen Titel, bevor er zum Wesir ernannt wurde. Senanch datiert in das achte Jahr des Herrschers und ließ einen Kanal bei Sehel graben. Iychernofret datiert an das Ende der Regierungszeit und richtete für Sesostris III. die Osiris-Feierlichkeiten in Abydos aus.

### Bautätigkeit
In Medamut, nordöstlich von Karnak gelegen, befand sich bereits seit dem Alten Reich ein Heiligtum des Kriegsgottes Month. An dieser Stelle ließ Sesostris III. einen neuen Month-Tempel errichten, vorwiegend aus Lehmziegeln erbaut. Lediglich Türen und Säulen waren aus Kalkstein. Der Tempel hatte eine Größe von 65 m × 100 m, die Umfassungsmauer war 5 m dick.
Sesostris III. baute bei Dahschur eine Pyramide in mehreren Bauphasen komplett aus Lehmziegeln, ohne die bei seinen Vorgängern üblichen Steinrippen. Bei einer Seitenlänge von 106,70 m war sie ursprünglich 65,50 m hoch (nach Mark Lehner 78 m hoch). Der Eingang zur Pyramide lag erstaunlicherweise im Westen. Im nicht im Zentrum liegenden Grabraum fand man den Granitsarkophag des Königs. Erstmals war die Grabkammer nicht durch Fallsteine geschützt.

## Seine Grabanlagen

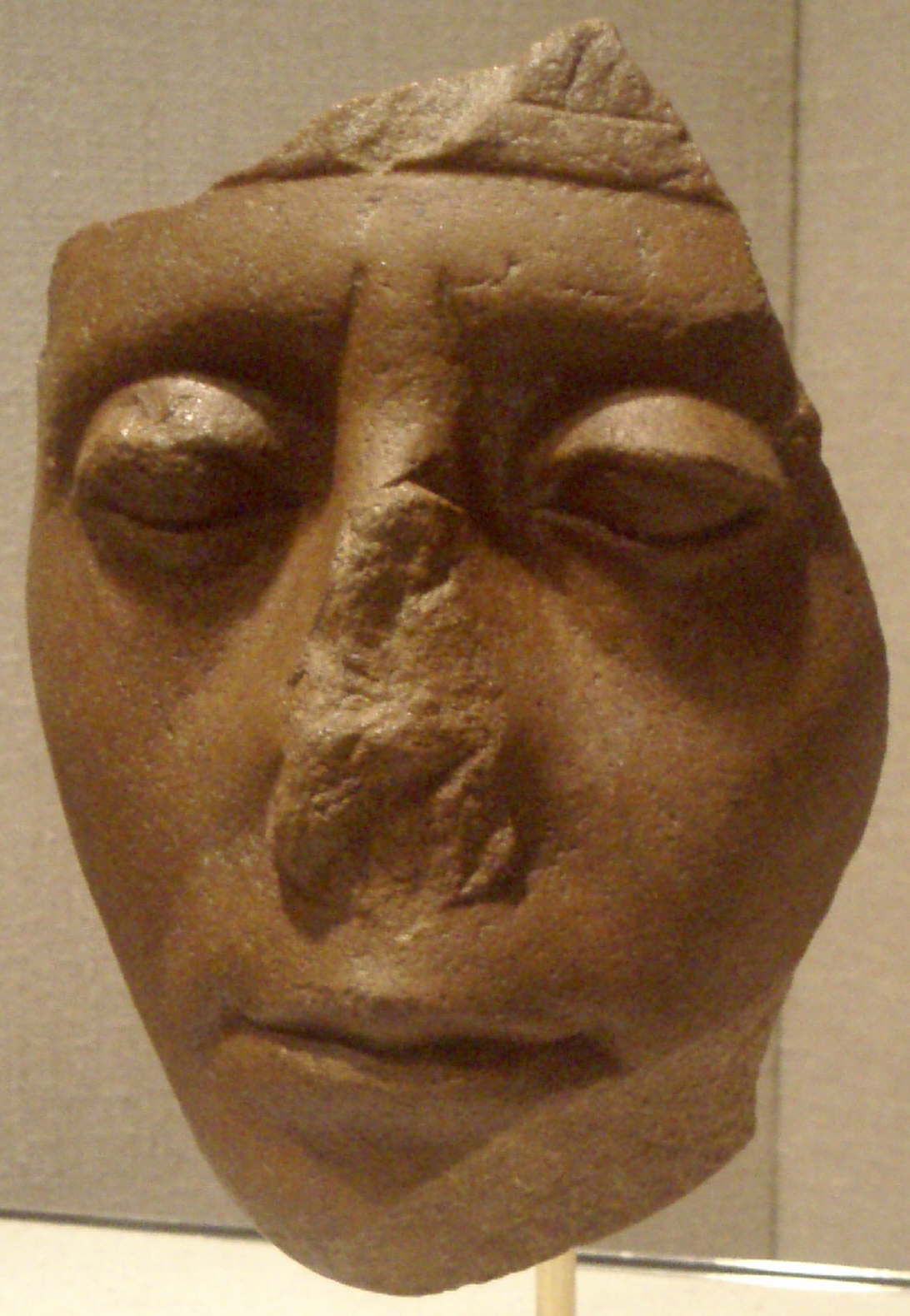
Bildnis des Herrschers

Bei Abydos (Araba el Madfuna) legte Sesostris III. sein „Osiris-Grab“ an. Der Taltempel befand sich am Wüstenrand, ein ca. 700 m langer Aufweg führte zum Grabbezirk, der eine T-förmige Ziegelplattform bildete: 156 m breit und 160 m lang. Im Nordteil führten zwei Schächte ins 24 m tiefe Grab. Der 180 m lange Grabkorridor war mit Granit- und Quarzitplatten verschlossen. Die eigentliche Sargkammer war versteckt angeordnet. Die aufwändige Anlage lässt einige Ägyptologen vermuten, dass Sesostris III. nicht in seiner Pyramide, sondern hier bestattet wurde.
Die Grabanlagen im Pyramidenbezirk des Sesostris III. in Dahschur waren wie üblich geplündert. Innerhalb des Pyramidenkomplexes fand de Morgan im Jahr 1894 ein Galeriegrab mit verschiedenen Bestattungen. Bei der von Sit-Hathor, vielleicht Tochter des Sesostris II., fand er Schmuckstücke, ebenso bei der Bestattung der Prinzessin Meret.

## Abbildungen
Sesostris III. ist auf allen seinen Statuen gut zu erkennen: seine Gesichtszüge wirken schwermütig, die Mundwinkel sind abwärts gerichtet.
Insgesamt sind über 100 Bildnisse von Sesostris III. bekannt, doch sind nur die wenigsten unversehrt. Eines der berühmtesten nahezu unversehrten Bildwerke ist die Sphinxfigur des Königs (New York, Metropolitan Museum of Art, Inv. Nr. 17.9.2). Erstmals tritt unter diesem König auch die sog. Beterstatue auf. Figuren dieser Art sind meist lebensgroß und zeigen den König im Gebetsgestus, bei dem er beide Hände flach auf den plissierten Vorbauschurz gelegt hat.

## Nachleben
Sesostris III. erscheint in späteren Quellen als einer der großen Pharaonen, wobei nicht immer klar ist, ob die Informationen späterer Historiker sich auf seine Taten beziehen, oder ob Taten und Legenden verschiedener Pharaonen auf ihn vereinigt wurden. Herodot (II, 102–104) berichtet von den Eroberungen des Sesostris bis nach Thrakien und am Roten Meer. Er berichtet auch von Stelen, die der Herrscher in den eroberten Gebieten errichtete. Nach Manetho soll er ganz Asien unterworfen haben und in Europa bis nach Thrakien gekommen sein. Auch Manetho berichtet von den Stelen. Noch Johannes von Nikiu (XVII, 1) berichtet im 7. Jahrhundert n. Chr., dass er das Land vermaß, Steuern einzog und Gefangene machte.